# 慶應義塾大学大学院薬学研究科・薬学部
慶應義塾大学大学院薬学研究科（けいおうぎじゅくだいがくだいがくいんやくがくけんきゅうか、英: Graduate School of Pharmaceutical Sciences, Keio University）は、薬学を研究する慶應義塾大学が設置する大学院薬学研究科である。
慶應義塾大学薬学部（けいおうぎじゅくだいがく やくがくぶ、英: Faculty of Pharmacy, Keio University）は、慶應義塾大学が設置する薬学部である。

## 概要

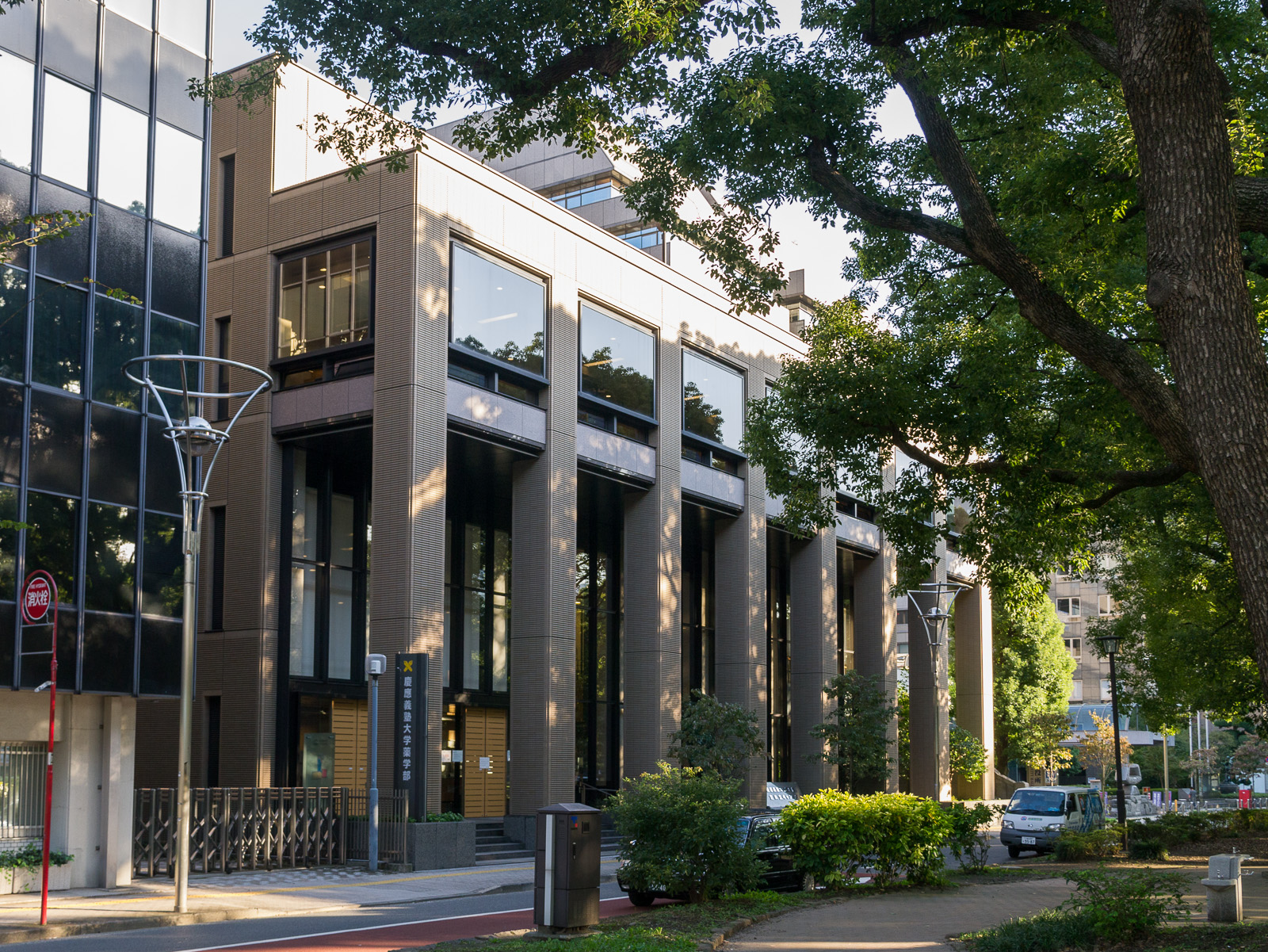
芝共立キャンパス

慶應義塾創立150年の2008年に、学校法人慶應義塾と学校法人共立薬科大学が合併し、慶應義塾大学薬学部・大学院薬学研究科を開設した。薬学部には薬剤師養成を目的とした6年制の薬学科と、創薬研究者養成を目的とした4年制の薬科学科が置かれている。
薬科学科の学生は、9割以上が大学院薬学研究科に進学している。
国際化教育にも力を入れており、海外の協定校関連病院での臨床実習といったプログラムも用意されている。

## 沿革
- 2008年 慶應義塾大学と共立薬科大学が合併し、慶應義塾大学薬学部・大学院薬学研究科を開設[1][2]。
- 2010年 大学院薬学研究科に薬科学専攻修士課程を開設[1]。
- 2011年 医療系三学部（医学部・看護医療学部・薬学部）の3つの学部が連携した合同教育開始。
- 2015年 創薬研究センター開設。
- 2016年 春学期と秋学期を各々二分する4学期制を導入。
- 2021年 医学部との共同運営講座「病院薬剤学講座」開設。

## 学部
- 薬学科<6年制>[4]
  - 入学定員150人・収容定員900人[4]
- 薬科学科<4年制>[4]
  - 入学定員60人・収容定員240人[4]

## 大学院
- 薬学専攻[5]
- 薬科学専攻[1]

## 施設
- 芝共立キャンパス（〒105-8512 東京都港区芝公園一丁目5番30号）
本部、薬学部1～6年次。
- 浦和共立キャンパス（〒336-0977 埼玉県さいたま市緑区上野田600番地）
薬用植物園、体育施設。

## 研究所
- 創薬研究センター

## 学園祭
芝共薬祭 - 毎年10月、芝共立キャンパスにて、薬学部の情報発信と地域住民との交流を目的として、芝共薬祭を開催している。企画として、キャンパスツアー、受験生相談、研究室紹介、体験実習、ステージ企画、サークル紹介などが実施されている。

## 同窓会
KP会（KP三田会） - "KP"は慶應のKとPharmacyのPを意味している。慶應の同窓会（三田会）の内部組織の1つ。医療・医薬品関連職種に限らない多彩なキャリアを持つ共立薬科大学・慶應義塾大学薬学部の卒業生が約12,000名在籍している。